# Адам Севиџ
Адам Витни Севеџ (15. јул 1967) је амерички индустријски дизајнер и дизајнер специјалних ефеката, глумац, и телевизијска личност, познат као ко-водитељ (са Џејмијем Хајнеманом) на Разоткривачима митова, образовној емисији Дискавери канала. Његов рад са специјалним ефектима се појављује у великим филмовима, укључујући и Звездани ратови — епизода II: Напад клонова. Он је истакнути члан заједнице скептика. Живи у Сан Франциску са својим синовима близанцима и женом, Јулијом.

## Младост
Рођен је у Њујорку, а одрастао у Слипи Холоу у Вестчестер округу. Овде је завршио средњу школу 1985. Његов деда је био познати хирург и један од пионира у области операције рака дојке. Његов отац, Витни Ли Севиџ (1928—1998), је био сликар, режисер и аниматор и Адам се доста угледао на њега, док је његова мајка била психотерапеут. Његова сестра Кејт Севиџ је такође уметник. Као тинејџер је редовно посјећивао локалну продавницу бицикли како би поправио испумпане гуме. Радња му је показала како се врше поправке. О овоме је рекао, "Схватио сам да можете растурити бицикл и поново га саставити и да то није тешко... Од тад растављам и састављам бицикле."
Севиџ је почео да се бави глумом као дете, и пет година је ишао у школу глуме, али је првенствено радио са специалним ефектима у многим филмовима, укључујући и Звездане ратове.
Описујући рано напуштање своје глумачке каријере, Севиџ је рекао да "у време када сам ја имао, претпостављам, деветнаест година, почео сам да волим да радим ствари својим рукама - графички дизајн, анимације у Њујорку, а онда на крају рад у позоришту у Сан Франциску. Након неког времена су се појавили Разоткривачи митова, савршен спој глуме и прављења." У новембру 2011. године, Севиџ је примио почасни докторат на Универзитету Твенте (Енсхеде, Холандија) због његове улоге у популаризацији науке и технологије.

## Каријера
Севиџ је радио као аниматор, графички дизајнер, столар, телевизијски водитељ, сценограф, дизајнер играчака и власник галерије. Радио је као на многим познатим филмови попут: Звездани ратови — епизода II: Напад клонова, Матрикс рилодед и Свемирски каубоји.

Глумио је улогу инжињера у филму Од кад се Свет завршио 2001. и улогу власника војног отпада који продаје човеку ракетни мотор за комби у филму Дарвинове награде. У том филму се такође појавио и његов колега Џејми Хајнеман. Он је има камео наступ заједно са Џејмијем на Месту злочина: Лас Вегас, 1. маја 2008. године. 
Севиџ је постао редовни предавач на конференцији скептика, мађионичара Џејмс Рандија. Севиџ је рекао да га је у скептицизам увео Мајкл Шермер када му је показао часопис Скептик. Држао је говоре о скептицизму широм Америке, али и у Британији.

## Разоткривачи митова
Севиџ је био укључен у Разоткриваче митова од настанка емисије. Његова улога у емисији је да провери да ли су неки популарни митови тачни, кроз разна тестирање и експерименте, направљене у различитим размерама. 
Севиџ је супротност његовог колеге Хајнемана и то даје смешан аспект емисији.
Севиџ је неколико пута изјавио да емисија нема за циљ да тестира натприродне феномене, јер њих не сматрају валидним.

## Лични живот
Севиџ се оженио са својом женом Џулијом Вард 2002. године, а има два сина из претходне везе. Он се изјашњава као атеиста. Због малформације мора да носи слушни апарат. Док је био у средњој школи, он и његов отац су направили оклоп од алуминијума. "Носио сам га у школу и онесвестио се од топлотног удара на часу математике. Пробудио сам се код медицинске сестре и прва ствар коју сам рекао је била Где је мој оклоп". 